# Frances Burney
Frances Burney (Lynn Regis, 13 juni 1752 - Bath, 6 januari 1840), ook bekend als Fanny Burney en na haar huwelijk als Madame D'Arblay, was een Engelse satirische roman- en dagboekschrijver en toneelschrijver.
Burney werd geboren in Lynn Regis, het huidige King's Lynn (Engeland) als dochter van muzikant en historicus Dr. Charles Burney (1726 - 1814) en zijn eerste vrouw Esther Sleepe Burney (1725-1762). Van die zes kinderen die Sleepe Burney zou krijgen was zij de derde.
Burney was een autodidact en begon op haar tiende met het schrijven van wat ze zelf 'gekrabbel' noemde. In 1793 - toen ze 41 was - trouwde ze met de Franse banneling Generaal Alexandre D'Arblay. Hun enige zoon, Alexander, werd in 1794 geboren. Na een lange carrière als schrijver en een reis waarbij ze meer dan tien jaar in Frankrijk strandde vanwege oorlog, vestigde ze zich in Bath (Engeland) waar ze uiteindelijk in 1840 overleed.

## Carrière
Burney schreef romans, dagboeken en toneelstukken. In totaal schreef ze vier romans, acht toneelstukken, een biografie en 25 volumes aan logboeken en brieven. Ze werd niet alleen door critici vanwege haar eigen werk gewaardeerd, ze was ook een voorbode van andere romanschrijvers met een satirische inslag, zoals Jane Austen en William Makepeace Thackeray.
In 1778 bracht Burney anoniem haar eerste roman 'Evelina' uit. In deze periode werd het lezen van romans veroordeeld als iets dat jonge vrouwen met een bepaalde sociale status niet hoorden te doen. Het schrijven van romans was al helemaal uitgesloten. Burney was bang dat haar vader haar 'gekrabbel' zou ontdekken en vertelde daarom alleen haar broers, zussen en twee tantes die ze vertrouwde, over haar anonieme publicatie van 'Evelina'. Toen haar vader echter de roman las, had hij door dat zijn dochter het boek geschreven had.
Toen het auteurschap van het boek aan het licht kwam, maakten de unieke verhaallijn en komische kwaliteiten ervan dat Burney bijna onmiddellijk beroemd was. Haar volgende romans waren 'Cecilia' (1782), 'Camilla' (1796) en 'The Wanderer' (1814). In deze vier romans bestudeerde Burney de levens van Engelse aristocraten en nam ze hun sociale pretenties en persoonlijke eigenaardigheden op de hak. Daarbij hield ze ook op grotere kwesties zoals de politiek van vrouwelijke identiteit. Op een enkele uitzondering na, lukte het Burney nooit om haar toneelstukken op te laten voeren, met name vanwege de bezwaren van haar vader. Hij vond dat de publiciteit bij zulke evenementen schadelijk zou zijn voor haar reputatie. De uitzondering was het toneelstuk 'Edwy and Elgiva' dat niet goed werd ontvangen door het publiek en na de eerste uitvoering werd stopgezet.
Hoewel haar romans tijdens haar leven zeer populair waren, verslechterde haar reputatie als romanschrijver na haar overlijden. Biografen en critici vonden dat haar uitgebreide dagboeken - die tussen 1842 en 1846 postuum werden gepubliceerd - een interessanter en historisch correcter portret waren van het leven in de achttiende eeuw. Tegenwoordig bekijken critici haar romans en toneelstukken met hernieuwde belangstelling vanwege haar kijk op de sociale levens en problemen van vrouwen in een grotendeels door mannen overheerste cultuur. Wetenschappers waarderen Burneys dagboeken ook nog steeds voor hun openhartige weergave van de Engelse samenleving in haar tijd.
Gedurende haar hele carrière als auteur werden haar gevatheid en talent voor satirische karikatuur alom erkend: literaire figuren als Dr. Samuel Johnson, Edmund Burke, Hester Thrale en David Garrick behoorden tot haar bewonderaars. Haar eerdere romans werden gelezen en geliefd door Jane Austen en de titel van dier roman Pride and Prejudice is afgeleid van de laatste pagina's van Burneys 'Cecilia'. Thackeray kreeg tijdens het schrijven van 'Vanity Fair' naar zeggen inspiratie van Burneys persoonlijke ervaringen tijdens de Slag om Waterloo die ze in haar dagboeken opschreef.
De vroege carrière van Burney werd sterk beïnvloed door de verstandhouding met haar vader en de kritische aandacht van familievriend Samuel Crisp. Beiden moedigden haar schrijfwerk aan. Ze maakten ook op een kritische manier gebruik van hun invloed door haar te ontmoedigen haar dramatische komedies uit te brengen of op te voeren, omdat ze dit genre niets vonden voor een dame. Volgens veel feministen is Burney daarom een auteur wier natuurlijke talent voor satire ietwat werd geremd door de sociale druk die in die tijd op vrouwelijke schrijvers werd uitgeoefend. Ondanks die struikelblokken bleef Burney schrijven. Toen haar komedies slecht werden ontvangen richtte ze zich weer op het schrijven van romans en later zelfs een tragedie. Ze onderhield zichzelf en haar gezin met de opbrengsten van haar latere romans, 'Camilla' en 'The Wanderer'.

## Gezinsleven
Frances was het derde kind in een gezin van zes. Ze had de oudere zus en broer Esther (bijnaam 'Hetty', 1749-1832) en James (1750-1821), en de jongere zussen en broer Susanna Elizabeth (1755-1800), Charles (1757-1817) en Charlotte Ann (1761-1838). James werd admiraal en vaarde met Kapitein James Cook op diens tweede en derde reis. De jongere broer, Charles Burney, werd een bekende classicus, en de 'Burney Collection of Newspapers' werd naar hem vernoemd. Susanna trouwde in 1781 met Molesworth Philips, een officier in de Royal Marines die in de laatste expeditie van Kapitein Cook had meegevaren. Ze liet een dagboek na met daarin een van de meest voorname ooggetuigenissen van de Gordon Riots. Frances' jongere halfzus Sarah Harriet Burney (1772-1844) werd net als Frances een romanschrijfster en publiceerde zeven werken. Esther Sleep Burney kreeg nog twee andere zoons, die beide Charles heetten en in 1752 en 1754 als baby overleden.
Frances Burney begon bijna zo vroeg als ze het alfabet had geleerd al kleine brieven en verhalen te schrijven. Ook maakte ze vaak toneelstukken met haar broers en zussen, die ze zowel schreef als uitvoerde. Het gezin Burney had veel hechte vrienden, waaronder schrijver Samuel Crisp, die de bijnaam 'Daddy Crisp' had. Hij was praktisch een tweede vader voor Frances en een grote invloed op haar vroege jaren als schrijfster. Burney-expert Margaret Anne Doody onderzocht de conflicten binnen het gezin die effect hadden op het schrijfwerk en leven van Burney. Doody beweert dat een van deze moeilijkheden een incestueuze relatie tussen haar broer James en hun halfzus Sarah was. Deze relatie zou tussen 1798 en 1803 plaatsgevonden hebben. Hiervoor is echter geen direct bewijs en het zou indruisen tegen de genegenheid die Frances voor Sarah had en de financiële steun die ze haar later zou geven.
Frances' moeder was katholiek opgevoed en ze wordt door historici omschreven als een vrouw met 'warmte en intelligentie'. Sleep Burney was de dochter van een Franse vluchteling genaamd Dubois. Deze Franse afkomst had invloed op Frances' zelfbeeld in haar latere leven, wat mogelijk leidde tot haar liefde voor en latere huwelijk met Alexandre D'Arblay. Sleep Burney overleed in 1762 toen Frances tien was, een verlies dat ze haar hele leven lang zou voelen.
De vader van Frances, Charles Burney, stond bekend om zijn persoonlijke charme en nog meer om zijn talent als muzikant, musicoloog, componist en taalkundig intellectueel. In 1760 verhuisde hij zijn gezin naar Londen, wat hun toegang tot de gecultiveerde gedeeltes van de Engelse samenleving gemakkelijker maakte en hun sociale status verbeterde. Ze werden omringd door een artistiek geneigde sociale cirkel die zich in hun woning in Poland Street in Soho om Charles heen verzamelde.
In 1767 trouwde Charles nogmaals, nu met Elizabeth Allen, de rijke weduwe van een wijnhandelaar uit King's Lynn. Allen had zelf drie kinderen en een aantal jaar na het huwelijk voegden de twee gezinnen zich samen. De nieuwe thuissituatie zat vol spanningen. De kinderen Burney vonden dat hun nieuwe stiefmoeder bemoeizuchtig en snel boos was en verlichtten de situatie voor zichzelf door haar achter haar rug om te bespotten. Hun collectieve ongenoegen maakte ze op sommige manieren alleen maar hechter bij elkaar. In 1774 verhuisde het gezin opnieuw, deze keer naar een huis in St. Martin Street in Westminster dat eerder van Isaac Newton was geweest.

## Onderwijs
Frances' zussen Esther en Susanna werden door hun vader voorgetrokken op Frances, vanwege hun in zijn ogen grotere aantrekkelijkheid en intelligentie. Toen ze acht was had Frances het alfabet nog niet geleerd en sommige experts denken dat Burney een vorm van dyslexie had. Op haar tiende begon ze echter voor haar eigen vermaak met schrijven. Esther en Susanna werden door hun vader weggestuurd om in Parijs naar school te gaan, terwijl Frances zichzelf thuis onderwees door uit de boekenverzameling van het gezin te lezen. Ze las onder andere de 'Levens'-uitgaven van Plutarchus, werken van William Shakespeare, historische verslagen, preken, poëzie, toneelstukken en (sociale) romans. Ze kreeg inspiratie uit deze boeken en haar eigen dagboeken, toen ze haar eerste romans schreef. Geleerden die de diepte van Burneys leesmateriaal en zelfstudie hebben bestudeerd, zagen in haar een ongebruikelijk voorlijk en ambitieus kind dat hard werkte om een handicap uit haar kindertijd te overwinnen.
Een uiterst belangrijk aspect van de literaire ontwikkeling van Frances was haar relatie met een familievriend van de Burneys, de 'gecultiveerde littérateur' Samuel Crisp. Hij spoorde het schrijfwerk van Frances aan door haar om frequente dagboekbrieven over het reilen en zeilen van het gezin en de sociale cirkel in Londen te vragen. Frances bracht in 1766 haar eerste formele bezoek aan Crisp bij Chessington Hall in Surrey. Dr. Burney ontmoette Crisp voor het eerst rond 1745, in het huis van Charles Cavendish Fulke Greville. Crisps toneelstuk 'Virginia', dat in 1754 op verzoek van de Gravin van Coventry (Maria Gunning) door David Garrick werd opgevoerd, was geen succes geweest. Crisp trok zich terug in Chessington Hall waar hij Dr. Burney en zijn gezin vaak uitnodigde.

## Dagboeken en The History of Caroline Evelyn
Burney schreef op 27 maart 1768 voor het eerst een bericht in haar dagboek, gericht aan 'Niemand'. Ze zou het dagboek 72 jaar lang bijhouden. Burney was een getalenteerde verhalenverteller met een sterk gevoel voor personage, en schreef deze 'journal-diaries' (logboek-dagboeken) als vorm van correspondentie met familie en vrienden, waarbij ze hen over de gebeurtenissen in haar leven en haar observaties erover vertelde. In haar dagboek hield ze een logboek bij van de vele boeken die ze las uit de bibliotheek van haar vader en vertelde ze over de bezoeken en het gedrag van de verscheidene belangrijke figuren uit de kunsten die bij haar thuis kwamen. Frances was vooral hecht met haar zus Susanna en ze zou haar hele volwassen leven via zulke dagboekbrieven met haar blijven corresponderen.
Frances was vijftien toen haar vader in 1767 hertrouwde. Uit haar dagboek is op te maken dat ze druk voelde om haar schrijfwerk op te geven, omdat het 'niet damesachtig' was en 'Mevrouw Allen zou kunnen irriteren'. Omdat ze vond dat ze fatsoensregels had gebroken, verbrandde ze datzelfde jaar haar eerste manuscript, 'The History of Caroline Evelyn', dat ze in het geheim had geschreven. Ondanks deze verwerping van haar schrijfwerk bleef Frances bezig met haar dagboeken, waarin ze de verslag legde van de emoties die tot die dramatische handeling leidden. Ze compenseerde uiteindelijk voor de verloren tijd die ze in dit eerste manuscript stak door het als basis te gebruiken voor haar eerste roman, 'Evelina', die het leven van de dochter van de fictieve Caroline Evelyn volgt.
Het gevoel van onfatsoenlijkheid dat Burney voelde over haar eigen werk zette haar ertoe om de eerdere gedeeltes van haar dagboek ingrijpend aan te passen, waardoor ze een groot gedeelte van het materiaal vernielde. Redacteuren Lars Troide en Joyce Hemlow herwonnen een gedeelte van het verborgen materiaal terwijl ze onderzoek deden voor hun eind 20-eeuwse edities van de dagboeken en brieven.

## Evelina

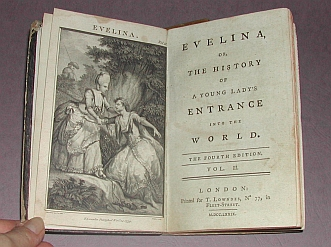
Evelina, Volume II, editie van 1779

Burneys eerste roman, Evelina or the History of a Young Lady's Entrance into the World, werd in 1778 anoniem uitgegeven door Thomas Lowndes, zonder de kennis of toestemming van haar vader. Lowndes gaf na het lezen van het eerste volume aan dat hij interesse in het boek had en dat hij het wilde uitgeven zodra het af was. Een eerdere uitgever, Robert Dodsley, weigerde de roman omdat hij geen anoniem werk wilde drukken. Burney, die voor haar vader werkte als amanuensis, had het manuscript in een 'vermomd handschrift' gekopieerd om te voorkomen dat het boek aan de Burneys zou worden gelinkt omdat haar handschrift mogelijk door een uitgever zou kunnen worden herkend. Het was in die tijd ondenkbaar dat een jonge vrouw zich opzettelijk in de publieke spotlight zou zetten als schrijver, en Burneys tweede poging om het werk te publiceren, vereiste de medewerking van haar oudste broer door zich voor Lowndes als de auteur voor te doen. In zijn onervarenheid in het onderhandelen met uitgevers wist James Burney maar 20 guineas (ongeveer 21 toenmalige Britse ponden) als betaling voor het manuscript te krijgen.
De roman was een succes onder critici en werd geprezen door gerespecteerde figuren als politicus Edmund Burke en literair criticus Dr. Samuel Johnson. Het werd bewonderd om zijn komische blik op de samenleving onder Engelse rijken en zijn realistische weergave van de dialecten van de Londense arbeidersklasse en wordt vandaag de dag gezien als satire. Het werd zelfs besproken door personages in een andere briefroman uit dezelfde tijd, 'George Bateman' (1782) van Elizabeth Blower. Charles Burney las publieke recensies over de roman voor hij erachter kwam dat de auteur zijn eigen dochter was. Hoewel het publiceren van een roman in deze periode een radicale zet was voor een vrouw van haar leeftijd, was Charles onder de indruk van de positieve reacties op het boek en juichte hij haar grotendeels toe. Hij zag sociale voordelen in een succesvolle gepubliceerde auteur in de familie en was blij dat Frances werd erkend voor haar werk.
'Evelina' werd in briefvorm geschreven in een tijd dat deze vorm op zijn hoogtepunt van populariteit was. Het is een portret van de Engelse hogere middenklasse vanuit het perspectief van een 17-jarige vrouw die oud genoeg wordt geacht om te trouwen. Het was een Bildungsroman die zijn tijd vooruit was, en grensverleggend omdat vrouwelijke hoofdpersonages 'relatief zeldzaam' waren in dit genre. De komische en gevatte roman is uiteindelijk een satire van de onderdrukkende mannelijke waarden die het leven van een jonge vrouw in de 18e eeuw vormgaven, en van andere vormen van sociale hypocrisie. Encyclopædia Britannica omschrijft Evelina als een mijlpaal in de sociaalkritische roman.
Omdat ze ervoor koos om de roman als een serie brieven van de hoofdpersoon te brengen, maakte Burney gebruik van haar schrijfervaring om de denkbeelden en ervaringen van het hoofdpersonage aan de lezer te vertellen. Deze tactiek werd geprezen door critici uit het verleden en het heden, omdat het de gebeurtenissen en personages direct toegankelijk maakt voor de lezer, en omdat het verwisselen van de rollen van verteller en heldin een verfijndheid in verhaalvertelling laat zien. De auteurs van Women in World History vinden dat ze de aandacht vestigde op de moeilijkheden van vrouwen in de 18e eeuw, vooral die rondom kwesties van romantiek en het huwelijk. Ze wordt beschreven als een 'scherpe waarnemer van haar tijd en een slimme rapporteur van zijn charmes en stommiteiten'. Wat critici consequent uniek en interessant vonden aan Burneys werk is dat het een vrouwelijk hoofdpersoon ('die haar eigen weg moet vinden in een vijandige wereld') introduceert en genuanceerd benadert, compleet met slechte eigenschappen in haar persoonlijkheid. Dit zijn ook herkenbare eigenschappen van het werk van Jane Austen, wat laat zien dat die latere schrijfster door haar werd beïnvloed. Daarnaast probeerde Austen ook gebruik te maken van de epistolaire vorm die Burney soms gebruikte, wat zichtbaar is in Lady Susan en in mindere mate in Pride and Prejudice.
Het feit dat Evelina onmiddellijk drie keer opnieuw werd gedrukt is bewijs van de populariteit van de roman. In 1971 beschouwden de schrijvers van Encyclopædia Britannica het nog steeds als een klassieker; de encyclopedie schreef dat het boek een 'eeuwig jonge aard' had, omdat het voor jongere mensen was geschreven.

## Hester Thrale en Streatham
Met Evelina trok Frances de aandacht van belangenbehartiger van de kunsten Hester Thrale, die de jonge schrijfster uitnodigde in haar huis in Streatham. Het huis was een trefpunt voor literaire en politieke gesprekken. Hoewel ze van nature verlegen was, maakte Frances indruk op degenen die ze daar ontmoette. Een van die mensen was Dr. Johnson, die door de hele periode van haar bezoeken aan Streatham (1779-1783) met haar bevriend bleef en correspondeerde. Op 22 juli schreef Thrale aan Dr. Burney: 'Meneer Johnson kwam thuis vol lof over het boek dat ik hem geleend had, en verklaarde dat er passages in zaten die niet voor Richardson onderdoen: we hadden er een ellenlang gesprek over, en na de ontknoping was hij vol passie; hij kwam maar niet van dat gevoel af, zei hij'. De mooiste complimenten van Dr. Johnson werden door Frances gretig uitgeschreven in haar dagboek. De verblijven bij Streatham duurden maanden per bezoek, en verschillende keren reisden de gasten — inclusief Frances Burney — naar Brighton en Bath. Zoals bij andere opmerkelijke gebeurtenissen schreef ze hierover in haar brieven naar haar familie.

## The Witlings
Aangespoord door de warme publieke ontvangst van de komische elementen in Evelina, en met het aanbod van Arthur Murphy en Richard Brinsley Sheridan om haar te helpen, begon Burney in 1779 met het schrijven van een dramatische komedie genaamd The Witlings.
Het toneelstuk persifleerde een groot segment van de Londense samenleving, waaronder de literatuurwereld en zijn pretenties. Het werd indertijd niet gepubliceerd; Burneys vader en Samuel Crisp dachten dat het ogenschijnlijke bespotten van de blauwkousen beledigend zou kunnen zijn voor sommige mensen in het publiek, en ze hadden hun bedenkingen erover of het wel fatsoenlijk was voor een vrouw om een komedie te schrijven. Het toneelstuk gaat over Celia en Beaufort, geliefden die uit elkaar worden gehouden door hun families vanwege 'economische ontoereikendheid'.
Burneys toneelstuk kwam in 1945 opnieuw aan het licht toen haar documenten werden bemachtigd door de Berg Collection van de New York Public Library. In 1995 werd in Montreal een complete editie gepubliceerd, met redactie van Peter Sabor, Geoffrey Sil en Stewart Cooke.

## Cecilia
In 1782 bracht ze haar tweede roman uit: Cecilia, or Memoirs of an Heiress, wat ze deels in Chessington Hall schreef na veel discussie met Samuel Crisp. De uitgevers, Thomas Payne en Thomas Cadell, betaalden Frances £250 voor haar roman, drukten 2.000 exemplaren van de eerste editie, en herdrukten het minstens twee keer in een jaar.
Het verhaal van Cecilia gaat over Cecilia Beverly, die de erfenis van haar oom alleen kan ontvangen als ze een man vindt die haar naam aanneemt na hun huwelijk. De mooie en intelligente Cecilia wordt aan alle kanten belaagd door geïnteresseerden, maar haar hart ligt bij een man wiens familie te trots is op hun afkomst om hun enige zoon en erfgenaam zijn naam te laten veranderen. De jonge man overtuigt Cecilia er uiteindelijk toe om — tegen beter weten in — in het geheim met hem te trouwen, zodat hun verbond en de naamsverandering aan de familie kan worden gebracht als iets onherroepelijks. Het boek werd geprezen om de volwassen toon van zijn ironische derde-persoonsvertelling, maar werd minder spontaan geacht dan Frances' eerste roman, en men vond dat de schrijfster zich te bewust was van haar publiek. Sommige critici vonden de vertelling opdringerig, en sommige van Burneys vrienden vonden haar schrijfstijl te veel gebaseerd op die van Johnson. Edmund Burke had veel bewondering voor de roman, maar beperkte zijn lof met kritiek op de enorme hoeveelheid personages en de verwarrende, overmatig ingewikkelde verhaallijnen.
Jane Austen lijkt tot de naam van haar beroemde roman Pride and Prejudice te zijn geïnspireerd door een zin in Cecilia: '"The Whole of this unfortunate business", said Dr Lyster, "Has been the result of pride and prejudice."'

## Het koninklijk hof

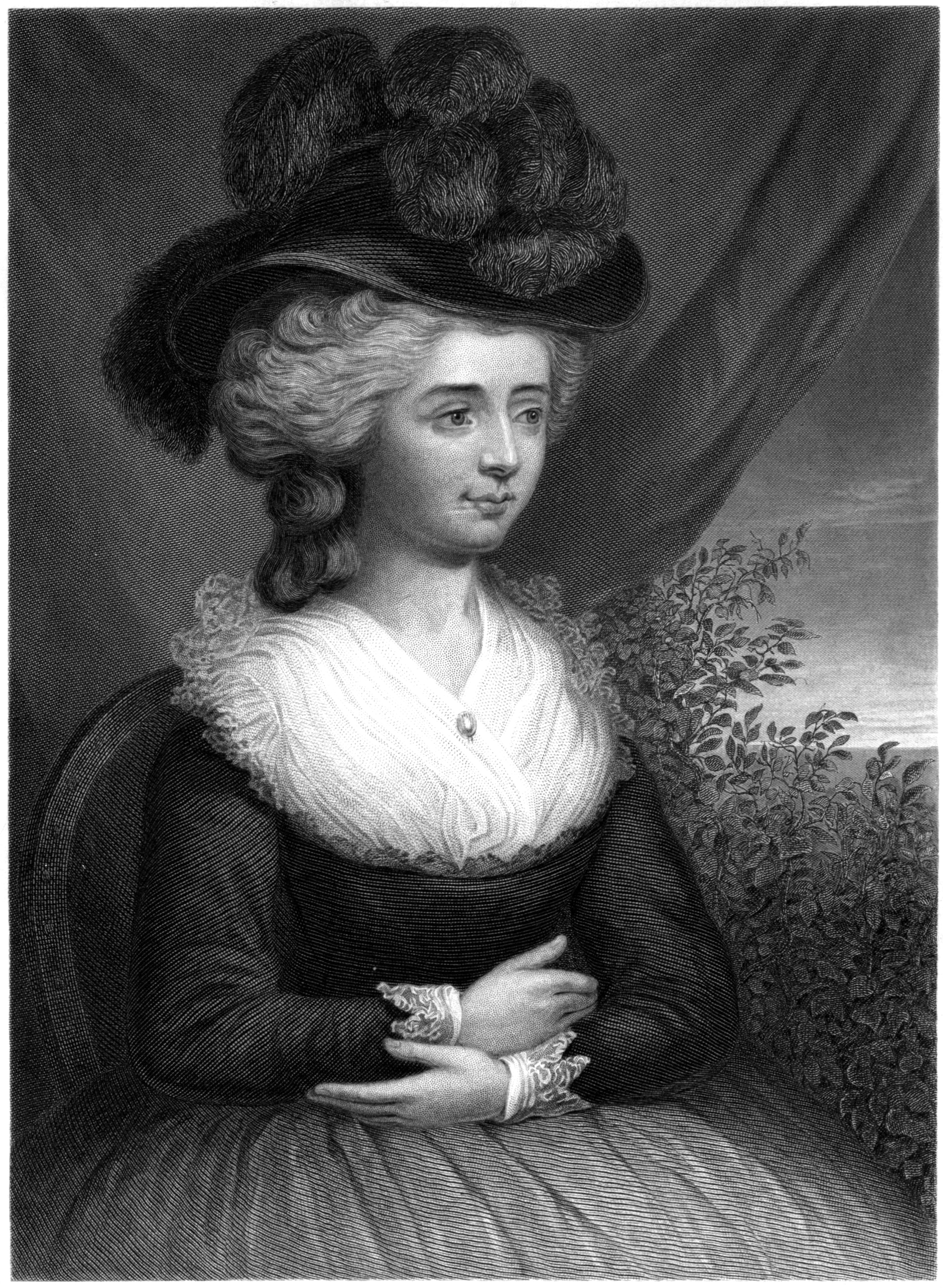
Portret van Frances, drukwerk uit 1782

In 1775 wees Frances een huwelijksaanzoek af van ene Thomas Barlow, een man die ze maar één keer had ontmoet. Ze vertelde in haar dagboek op amuserende wijze over haar kant van Barlows hofmakerij. In de periode 1782 - 1785 plukte ze de vruchten van haar succes als romanschrijfster; ze werd ontvangen op modieuze literaire bijeenkomsten door heel Londen. In 1781 overleed Samuel Crisp. In 1784 overleed Dr. Johnson, en in dat jaar mislukte ook haar romance met een geestelijke, George Owen Cambridge. Ze was toen 33 jaar oud.
In 1785 mocht Frances het hof van Koning George III en Koningin Charlotte bezoeken, dankzij haar associatie met Mary Granville Delaney, een vrouw die in zowel literaire als koninklijke kringen bekend was. De koningin bood haar de positie van Keeper of the Robes aan, met een salaris van £200 per jaar. Frances twijfelde erover om de positie te aanvaarden, omdat ze niet bij haar familie weg wilde, en vooral vanwege haar tegenzin voor een baan die haar tijd voor het schrijven zou beperken. Omdat ze 34 en ongetrouwd was, voelde ze zich echter gedwongen om de baan te accepteren; ze dacht dat een hogere sociale status en inkomen haar meer vrijheid zou geven om te schrijven. Ze accepteerde de positie in 1786, en ontwikkelde een warme verstandhouding met de koningin en prinsessen die tot haar latere jaren zou duren. Haar angsten bleken echter gegrond: de baan was uitputtend en gaf haar weinig tijd om te schrijven. Ze werd nog ongelukkiger door de slechte relatie met haar collega Elizabeth Schwellenburg, ook Keeper of the Robes, die werd omschreven als 'een knorrig persoon met onvoorspelbare buien en gezondheid, stijf vasthoudend in de etiquette van de hulp'.
Tijdens haar jaren aan het hof bleef Burney haar dagboeken schrijven. Ze vertelde haar vrienden en Susanna over haar leven op het hof en belangrijke politieke gebeurtenissen, waaronder de openbare rechtszaak van Warren Hastings, die werd beschuldigd van wanbeleid als ambtenaar in India. Ze noteerde ook de toespraken die Edmund Burke tijdens de rechtszaak hield. In dezelfde tijd werd ze het hof gemaakt door een beambte van het koninklijke huishouden, Kolonel Stephen Digby, maar hij trouwde uiteindelijk met een andere, rijkere vrouw. Frances' teleurstelling hierover, en de andere frustraties vanuit haar werk, waren factoren van haar verslechterende gezondheid in deze periode. In 1790 had ze een overwinning over haar vader (die zelf een nieuw carrièrepad was ingeslagen toen hij in 1783 tot orgelspeler in het ziekenhuis van Chelsea werd verkozen) door te verzoeken om vrijgelaten te worden uit haar positie, wat werd ingewilligd. Ze trok weer bij haar vader in, in Chelsea, maar kreeg nog steeds een jaarlijks pensioen van £100. Ze onderhield haar vriendschap met de koninklijke familie en ontving tussen 1818 en 1840 brieven van de prinsessen.

## Huwelijk

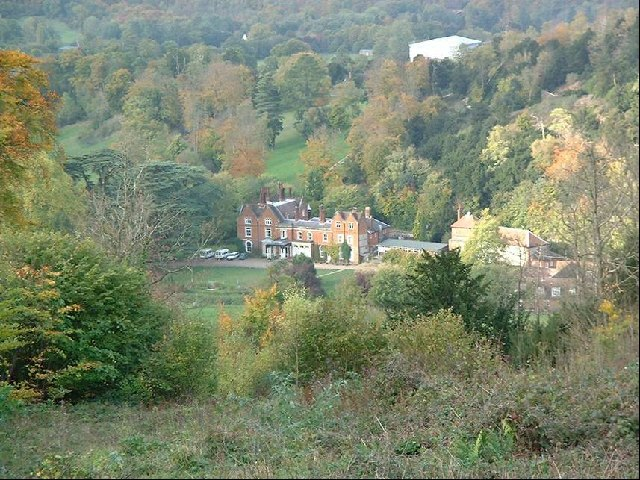
Juniper Hall, bij Box Hill in Surrey, waar Burney Alexandre d'Arblay ontmoette

In 1790 en 1791 schreef Frances vier tragedies in blanke vers: Hubert de Vere, The Siege of Pevensey, Elberta en Edwy and Elgiva. Alleen het laatste stuk werd opgevoerd. Hoewel het deel uitmaakte van een overvloed aan schilderijen en literaire werken over de vroege Engelse koning Eadwig (of Edwy) en zijn vrouw Ælfgifu (Elgiva) uit de late 18e eeuw, was het een flop onder het publiek en werd het maar één avond in maart opgevoerd in Londen.
De Franse Revolutie begon in 1789, en Burney was een van de vele Engelse literaire figuren die sympathiseerden met de idealen van gelijkheid en sociale rechtvaardigheid van de vroege revolutionairen. In deze periode ontmoette Frances een groep Franse bannelingen die bekend stonden als 'constitutionalisten'. Zij waren in augustus 1791 naar Engeland gevlucht, en woonden in Juniper Hall, het huis in de buurt van Mickleham in Surrey waar Frances' zus Susanna woonde. Ze kreeg al snel een goede band met Generaal Alexandre D'Arblay, een officier artillerie die adjudant-generaal geweest was van Lafayette, een held uit de Amerikaanse Revolutie wiens politieke denkbeelden tussen de monarchisten en republikeinen in lagen. D'Arblay leerde haar Frans en introduceerde haar aan de schrijfster Germaine de Staël.
Burneys vader was op het verbond met Alexandre tegen, omdat Alexandre arm was, katholiek, en een onduidelijke sociale status had als politiek vluchteling. Desondanks trouwden Frances en Alexandre op 28 juli 1793 in de kerk St Michaels and All Angels in Mickleham. Datzelfde jaar maakte Frances haar pamflet Brief Reflections relative to the Emigrant French Clergy. Dit korte werk leek op andere pamflets die door Franse sympathisanten in Engeland werd gemaakt, en riep op tot financiële steun voor de revolutie. De pamflet is opmerkelijk vanwege de manier waarop Burney haar retorische vaardigheden gebruikte in de naam van tolerantie en menselijk medeleven. Op 18 december 1794 beviel Frances van haar zoon Alexander. Het hertrouwen van haar zus Charlotte met pamfletverspreider Ralph Broome in 1798, en het feit dat Susanna en haar gierige man Molesworth Philips met hun gezin naar Ierland verhuisden, was een grote schrik voor Frances en haar vader.

## Camilla
In 1796 werden de financieel tobbende Frances en Alexandre van de armoede gered door de publicatie van Frances' sociale roman Camilla, or a Picture of Youth, een verhaal over gefrustreerde liefde en armoede. De eerste editie werd uitverkocht; ze verdiende £1000 met de roman en verkocht de copyright voor nog eens £1000. Met dit geld konden ze een huis bouwen in Westhumble nabij Dorking in Surrey, dat ze 'Camilla Cottage' noemden. Naar zeggen leidden ze een gelukkig leven in deze periode, maar de ziekte en dood van Frances' zus en goede vriendin Susanna in 1800 wierp er een schaduw op, en eindigde een levenslange correspondentie die als motief en basis had gediend van het grootste gedeelte van Burneys dagboeken. Op verzoek van haar man zette ze de dagboeken toch door, ten behoeve van hun zoon.

## Komedies
Tussen 1797 en 1801 schreef Frances drie komedies, die tijdens haar leven niet gepubliceerd zouden worden: Love and Fashion, A Busy Day en The Woman Hater. Het laatstgenoemde stuk is deels een bewerking van de thema's van The Witlings, maar met minder satirische elementen en meer nadruk op het verbeteren van de slechte eigenschappen van haar personages. Het toneelstuk, dat in december 2007 voor het eerst werd opgevoerd bij het Orange Tree Theatre in Richmond in het Verenigd Koninkrijk, behoudt The Witlings' centrale personage Lady Smatter — een wazig persoon die de gewoonte heeft om poëzie te citeren, mogelijk een komische vertolking van een blauwkous. De overige personages zijn anders dan in The Witlings.

## Leven in Frankrijk: revolutie en mastectomie
In 1801 kreeg D'Arblay het aanbod om in dienst te gaan bij de regering van Napoleon Bonaparte in Frankrijk, en in 1802 volgden Burney en haar zoon hem naar Parijs, waar ze verwachtten maar een jaar te wonen. Tijdens hun verblijf werden ze echter overvallen door het uitbreken van oorlog tussen Frankrijk en Engeland, en ze bleven in totaal tien jaar in Frankrijk. Hoewel Frances door de omstandigheden van haar verblijf in Frankrijk geïsoleerd was van haar familie, steunde ze haar man in zijn besluit om naar Passy te verhuizen, vlak buiten Parijs.
In augustus 1810 begon ze pijn in haar borst te krijgen, en haar man vermoedde dat dit door borstkanker zou kunnen komen. Dankzij haar koninklijke kennissenkring kon ze uiteindelijk behandeld worden door verschillende vooraanstaande artsen, en uiteindelijk onderging ze op 30 september 1811 een mastectomie, die werd uitgevoerd door '7 mannen in het zwart, Dr. Larrey, Meneer Dubois, Dr. Moreau, Dr. Aumont, Dr. Ribe, & een pupil van Dr. Larrey, & nog een pupil van Meneer Dubois'. De operatie werd uitgevoerd als een slagveldoperatie onder het commando van Dubois, die toen de accoucheur (verloskundige) van Keizerin Marie Louise, Hertogin van Parma was en als de beste dokter van Frankrijk werd gezien. Burney werd later gevraagd de operatie in detail te beschrijven, aangezien anesthesie nog niet bestond en ze het dus grotendeels bewust meemaakte:
[Begin citaat in tekstvak]
Ik beklom, daarom, uit mijzelf, het bed — & Meneer Dubois plaatste me op het matras, & spreidde een batisten zakdoek over mijn gezicht. Het was echter transparant, & ik zag, erdoorheen, dat het bed onmiddellijk werd omringd door de 7 mannen & mijn zuster. Ik weigerde om vastgehouden te worden; maar toen ik, fel door het batist, de glans van gepolijst staal zag — sloot ik mijn ogen. Ik vertrouwde het zicht van de verschrikkelijke incisie niet toe aan krampachtige angst. Toch — toen het verschrikkelijke staal in de borst werd gestoken — snijdend door aderen — slagaderen — vlees — zenuwen — hoefde ik niet vermaand te worden om mijn geschreeuw niet in te houden. Ik begon een gil die ononderbroken tijdens de hele incisie duurde — & ik ben er bijna door verbaasd dat deze niet nog steeds in mijn oren nasuist, zo ondragelijk was de pijn. Toen de wond was gemaakt & het instrument werd teruggetrokken leek de pijn onverminderd, want de lucht die plotseling in die gevoelige plekken schoot voelde als een massa kleine maar scherpe & gevorkte dolken, die de randen van de wond scheurden. Ik concludeerde dat de operatie voorbij was — Oh nee! terstond werd het verschrikkelijke snijden hervat — & erger dan ooit, om de bodem, de basis van de verschrikkelijke klier te scheiden van de delen waaraan het vastzat — Nogmaals ging het alle omschrijving te boven — maar nogmaals was het allemaal nog niet voorbij, — Dr. Larry rustte alleen zijn eigen hand & — Oh hemel! — toen voelde ik het mes langs het borstbeen rakelen — erlangs schrapen!
[Einde citaat tekstvak]

Ze stuurde deze persoonlijke vertelling van de ervaring naar haar zus Esther zonder het te herlezen, en het is nog steeds een van de meest pakkende vroege navertellingen van een borstafzetting. Het is niet te achterhalen of ze echt kanker had in de verwijderde borst, of dat ze eigenlijk aan mastopathie leed. Ze overleefde de operatie en keerde in 1812 met haar zoon terug naar Engeland, om haar zieke vader te bezoeken en te voorkomen dat jonge Alexander werd gedwongen tot dienst in het Franse leger; ondertussen was ze ook nog aan het herstellen van haar eigen ziekte.
Charles Burney overleed in 1814. Frances keerde later dat jaar terug naar Frankrijk om bij haar man te zijn.
In 1815 ontsnapte Napoleon van Elba; D'Arblay diende op dat moment in de Koninklijke Wacht. Hij bleef loyaal aan Koning Lodewijk XVIII, en raakte betrokken bij de militaire acties die volgden. Burney vluchtte naar België. Toen haar man gewond raakte voegde ze zich bij hem in Trier, voordat ze samen terugkeerden naar Bath in Engeland. Burney schreef tussen 1818 en 1832 over deze ervaring, en haar jaren in Parijs, in haar Waterloo Journal. D'Arblay werd beloond met een promotie naar luitenant-generaal, maar overleed kort daarna aan kanker, in 1818.

## The Wanderer en Memoirs of Dr Burney
Een paar dagen voor de dood van Charles Burney publiceerde Burney haar vierde roman, The Wanderer: Or, Female Difficulties. Dit boek werd omschreven als 'een verhaal over liefde en mesalliance tijdens de Franse Revolutie' en bekritiseerde hoe de Engelsen tijdens de oorlogsjaren met buitenlanders omgingen. Ook nagelde het de algemeen hypocriete sociale hindernissen voor vrouwen aan de schandpaal (de heldin moet steeds een nieuwe manier vinden om op een eerlijke manier geld te verdienen), evenals de uitgebreide vereisten voor inclusie of buitensluiting van bepaalde sociale klassen. Die sterke sociale boodschap steekt ongemakkelijk af tegen de vreemde structuur van wat een melodramatisch proto-mysterieroman met picareske elementen genoemd kan worden. De heldin is geen slecht persoon (sterker nog, voor het moderne publiek is ze iets te onschuldig), maar ze is koppig en weigert om onbekende redenen haar naam of achtergrond te onthullen, waardoor ze wantrouwen opwekt tijdens haar reizen door het zuiden van Engeland. Het boek heeft een verbluffende hoeveelheid toevallige ontmoetingen van personages, en volgens sommigen zijn er gelijkenissen in plot en insteek tussen The Wanderer en de vroege romans van Helen Craik, die Frances in de jaren 1790 gelezen zou kunnen hebben.
Burney verdiende £1500 voor de eerste uitgave, wat haar in haar onmiddellijke financiële behoeften voorzag, maar de roman stelde haar vaste lezers teleur en kreeg geen tweede Engelse uitgave. Volgens critici miste het boek het inzicht van haar eerdere romans. Het is vandaag de dag echter nog steeds interessant vanwege de sociale meningen die erin worden uitgesproken, en enkele glimpen van Burneys humor en karakterobservaties. Het werd herdrukt met een introductie van romanschrijfster Margaret Drabble, in de serie 'Mothers of the Novel' (moeders van de roman).
Na het overlijden van haar man verhuisde Burney naar Londen om dichter bij haar zoon te zijn, die bij Christ's College werkte. Als eerbetoon aan haar vader verzamelde ze zijn memoires, die ze in 1832 in drie volumes uitbracht als The Memoirs of Dr Burney. Ze schreef de memoires als een panegyriek, prees haar vaders prestaties en persoonlijkheid, en maakte daarbij gebruik van een groot aantal van haar oudere geschriften. Ze was altijd beschermend over de reputatie van haar vader en familie, en vernietigde daarom opzettelijk bewijs van pijnlijke of onflatteuze feiten, wat door haar tijdsgenoten en later door historici sterk werd bekritiseerd. Verder leefde ze in wezen als rentenier, en overleefde ze haar zoon (die in 1837 overleed) en haar zus Charlotte Broome (die in 1838 overleed). Burney werd in Bath regelmatig bezocht door jongere leden van de familie Burney, die haar een fascinerende verhalenverteller vonden met talent voor het imiteren van de personages die ze beschreef. Ze schreef nog steeds vaak naar haar familieleden.
Frances Burney overleed op 6 januari 1840. Ze werd begraven naast haar zoon en man, op de begraafplaats Walcot in Bath. Later werd aan de overkant van de weg in de tuin van de kerk St Swithin's een grafsteen geplaatst. The Royal Society of Arts plaatste een blauw plakkaat op Bolton Street 11 in Mayfair, om aan te geven dat Burney hier ooit woonde.

## Lijst van werken

### Fictie
- The History of Caroline Evelyn, (manuscript door auteur vernietigd - 1767)
- Evelina: Or The History of A Young Lady's Entrance into the World. Londen, 1778
- Cecilia: Or, Memoirs of an Heiress. Londen, 1782
- Camilla: Or, A Picture of Youth. Londen, 1796
- The Wanderer: Or, Female Difficulties. Uitgave Longmans, Londen, 1814

### Non-fictie
- Brief Reflections Relative to the French Emigrant Clergy. Londen, 1793
- Memoirs of Doctor Burney. Uitgave Moxon, Londen, 1832

### Dagboeken en brieven
- The Early Diary of Frances Burney 1768–1778. 2 volumes, editie Annie Raine Ellis. Londen, 1889
- The Diary and Letters of Madame D'Arblay. Editie Austin Dobson. Uitgave Macmillan, Londen, 1904
- The Diary of Fanny Burney. Editie Lewis Gibbs. Uitgave Everyman, Londen, 1971
- Dr. Johnson & Fanny Burney. Editie Chauncy Brewster Tinker. Uitgave Jonathan Cape, Londen, 1912. Versie in digitale bibliotheek University of Virginia
- The Early Journals and Letters of Fanny Burney, 1768–1786. 5 volumes: vol. 1-2, editie Lars Troide; vol. 3, editie Lars Troide en Stewart Cooke; vol. 4, editie Betty Rizzo; vol. 5, editie Lars Troide en Stewart Cooke
- The Court Journals and Letters of Frances Burney. 4 volumes (tot nu toe): vol. 1, editie Peter Sabor, 1786; vol. 2, editie Stewart Cooke, 1787; vol. 3-4, editie Lorna Clark, 1788
- The Journals and Letters of Fanny Burney (Madame D'Arblay) 1791–1840. 12 volumes: vol. 1-6, editie Joyce Hemlow met Patricia Boutilier en Althea Douglas; vol. 7, editie Edward A. en Lillian D. Bloom; vol. 8, editie Peter Hughes; vol. 9-10, editie Warren Derry; vol. 11-12, editie Joyce Hemlow met Althea Douglas en Patricia Hawkins. Uitgave Oxford University Press, Oxford, 1972–1984.

### Toneelstukken
- The Witlings, 1779 (satirische komedie)
- Edwy and Elgiva, 1790 (versdrama). Uitvoering op Drury Lane, 21 maart 1795
- Hubert de Vere, 1788-1791? (versdrama)
- The Siege of Pevensey, 1788-1791? (versdrama)
- Elberta, (fragment) 1788-1791? (versdrama)
- Love and Fashion, 1799 (satirische komedie)
- The Woman Hater, 1800-1801 (satirische komedie)
- A Busy Day, 1800-1801 (satirische komedie)

- Biblioteca Nacional de España: XX1229084
- Bibliothèque nationale de France: cb11885853b (data)
- CiNii: DA00930691
- Gemeinsame Normdatei: 118638106
- International Standard Name Identifier: 0000 0001 2144 2447
- Library of Congress Control Number: n80075853
- Nationale Bibliotheek van Tsjechië: ola2002158019
- Nationale bibliotheek van Australië: 36171949
- Nationale Bibliotheek van Israël: 987007304875705171
- Nationale Bibliotheek van Polen: a0000001182701
- Nederlandse Thesaurus van Auteursnamen: 06893419X
- Istituto Centrale per il Catalogo Unico: SBLV071619
- LIBRIS: 179744
- SNAC: w68p63g0
- Système universitaire de documentation: 026650908
- Trove: 1223720
- Virtual International Authority File: 95297439
- WorldCat: E39PBJB8mwrfpBM4tkhDdHkhpP